# Tytus de Zoo

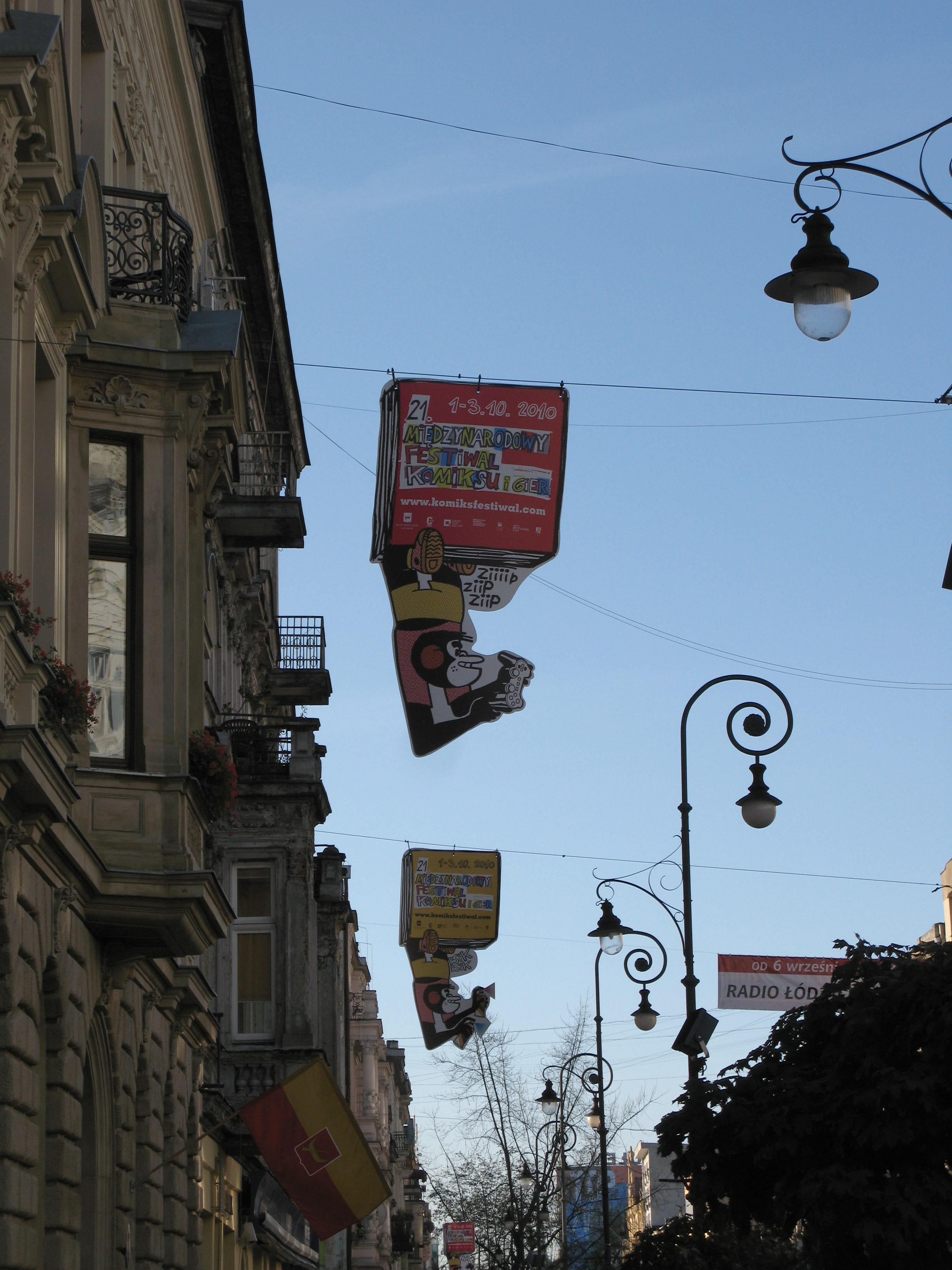
Tytus na bannerze 21. Międzynarodowym Festiwalu Komiksu i Gier w Łodzi, ul. Piotrkowska

Tytus de Zoo – fikcyjna postać, szympans, jeden z głównych bohaterów komiksu Tytus, Romek i A’Tomek. Postać stworzona przez Henryka Jerzego Chmielewskiego, ps. Papcio Chmiel. Tytus ma rodzinę w fikcyjnym Trapezfiku, leżącym w Afryce Środkowej.

## Historia postaci
Przygody Tytusa od 1957 roku ukazywały się w „Świecie Młodych”. Tytus był małpką doświadczalną, którą na pokładzie rakiety (wykonanej w Polsce) odnaleźli Romek i A’Tomek. Obaj chłopcy próbowali Tytusa „uczłowieczyć”. Jak na małpę był wyjątkowo inteligentny – nosił ubrania i mówił. Chłopcy szybko stworzyli z małpką zgrane trio, któremu „matkował” rysownik ich przygód, Papcio (wcześniej Dziadzio) Chmiel. Początkowo Tytus miał ogon, ale po pewnym czasie zniknął i w tej wersji Tytus był rysowany aż do 2021.
Kilka lat później komiks doczekał się wersji książkowej. Pierwsze kilkanaście ksiąg wydało harcerskie wydawnictwo Horyzonty. Podobno postawiło ono Papciowi twarde ultimatum – wydadzą przygody Tytusa, Romka i A’Tomka, dopiero gdy chłopcy zostaną harcerzami. O ile odcinki publikowane w „Świecie Młodych” miały dość luźną fabułę, o tyle każda książeczka miała konkretny temat – kolejne próby uczłowieczenia niesfornego szympansa: przez harcerstwo, naukę znaków drogowych, umuzykalnienie, uplastycznienie itp. W tej wersji Tytus nie został znaleziony, ale przypadkiem narysowany przez Papcia Chmiela z plamy atramentu.
Zapleczem technicznym przygód zajmował się prof. T. Alent (czasem T'Alent), konstrując m.in. wyjątkowe pojazdy, którymi chłopcy przemierzali czas i przestrzeń podczas swych wypraw.

## Analiza
Według socjologa Marka Jezińskiego, dla dzieci Tytus jako pół-dzika, pół-cywilizowana małpa próbująca zostać człowiekiem, jest bardzo atrakcyjną postacią.

## Film z Tytusem
W 2002 Leszek Gałysz zrealizował pełnometrażowy film animowany pt. Tytus, Romek i A’Tomek wśród złodziei marzeń. Filmowemu Tytusowi głosu użyczył Marek Kondrat.

## Nawiązania
- Titus – pseudonim artystyczny Tomasza Pukackiego, wokalisty grupy muzycznej Acid Drinkers, którego pseudonim został nadany w odniesieniu do bohatera komiksu autorstwa Henryka Jerzego Chmielewskiego.